# Taiyō no Ōji: Horusu no Daibōken
Taiyō no Ōji: Horusu no Daibōken (jap. 太陽の王子　ホルスの大冒険) ist ein Anime-Film aus dem Jahr 1968. Er war das Regiedebüt von Isao Takahata, der später vor allem mit seinen beim Studio Ghibli produzierten Filmen Bekanntheit erlangte. Als Hols: Prince of the Sun, Little Norse Prince Valiant oder unter anderen Titeln war der Anime auch einer der ersten, die ein größeres Publikum in Nordamerika und Europa erreichten.

## Handlung
Der Junge Horus wächst als Fischersohn bei seinem Vater auf. Als er eines Tages mit einer Axt gegen Wölfe kämpft, wird er von einem Felsriesen gerettet. Ein Schwert, das tief in dessen Schulter steckte, zieht Horus ihm heraus. Es handelt sich um das magische Schwert der Sonne. Mit diesem kann Horus den Riesen rufen, sollte er ihn einmal wieder brauchen.
Auf seinem Sterbebett erzählt Horus' Vater, dass sie einst aus einem anderen Dorf geflohen sind, das vom König Grunwald angegriffen wurde. Auf die letzte Bitte seines Vaters hin macht sich Horus auf den Weg zu seinem Geburtsort. Bereits auf der Reise wird er von Grunwald angegriffen und kommt fast zu Tode. Durch Glück überlebt Horus und kann einem Dorf, das von Grundwald unterdrückt wird, helfen. Nun schickt der König seine Schwester Hilda, Horus von seiner Reise abzubringen. Auch Grunwalds Untergebener Drago versucht vergeblich, Horus mit einer List zu besiegen. Doch Horus setzt seine Reise fort und erkennt schließlich Hildas Identität. Schließlich wendet sie sich gegen ihren Bruder und gemeinsam mit ihr, dem Dorf und dem Schwert der Sonne kann Grunwald besiegt werden.

## Produktion
Der Film entstand beim Studio Tōei Animation unter der Regie von Isao Takahata. Die Produktion begann 1965, mit Yasuo Ōtsuka als Animation Director, Kazuo Fukazawa als Szenarist und Masajirō Seki als Drehbuchautor. Hayao Miyazaki entwarf die Designs, die von Yōichi Kotabe als künstlerischen Leiter für die Hintergründe und Mataji Urata als Charakterdesigner umgesetzt wurden. Hiroshi Ōkawa war als Produzent verantwortlich, die Musik komponierte Michio Mamiya.
Für Isao Takahata war der Film seine erste Regiearbeit, Yasuo Ōtsuka war bis dahin sein Mentor gewesen. In der Gewerkschaft der Animatoren von Toei hatte Takahata Hayao Miyazaki kennengelernt, der ihn nun bei seinem ersten Projekt unterstützen wollte. Da Mitte der 1960er Jahre zunehmend in geringer Qualität für das aufkommende Fernsehen produziert wurde, hatten sich die drei gemeinsam vorgenommen, sich für den Film so viel Zeit zu nehmen wie nötig war, um eine möglichst hohe Qualität zu erreichen. Dadurch dauerte die Produktion drei Jahre und die Kosten überstiegen deutlich das vorgesehene Budget.
Wie bei Animes üblich ist der Film als Limited Animation produziert. Diese wird durch schnelle Montage von Standbildern in Actionszenen oder die Kamerafahrt über die Zeichnung einer Landschaft zur Etablierung einer Szene auch als Stilmittel eingesetzt.

## Synchronisation
| Rolle    | Japanische Synchronsprecher (Seiyū) |
| -------- | ----------------------------------- |
| Horus    | Hisako Okata                        |
| Hilda    | Etsuko Ichihara                     |
| Grunwald | Mikijiro Hira                       |
| Piria    | Asako Akazawa                       |
| Ganko    | Eijirō Tōno                         |

## Veröffentlichung
Der Film kam am 21. Juli 1968 in die japanischen Kinos und war an zehn Tagen zu sehen. Das Einspielergebnis war gering, insbesondere kleiner als die Kosten des Films. In einer englischen Bearbeitung durch Fred Ladd wurde der Film mehrfach in den 1970er Jahren im US-amerikanischen Fernsehen gezeigt und kam dort so zu Bekanntheit. Es entstanden außerdem unter anderem französische, spanische, italienische, russische Übersetzungen, die teils mehrfach im Fernsehen gezeigt wurden und auf DVD oder VHS erschienen. So wurde der Film auch unter den Titeln Hols: Prince of the Sun, The Little Norse Prince, Little Norse Prince Valiant und ähnlichen bekannt. Trotz des Namens Valiant in einigen Titeln gibt es keinen Bezug zu Prinz Eisenherz. Jedoch wollten einige Lizenznehmer mit dieser Betitelung von der Bekanntheit der Comicserie profitieren.

## Rezeption und Auswirkungen
Wegen des geringen kommerziellen Erfolgs des Films in den japanischen Kinos sollten Isao Takahata, Yasuo Ōtsuka und Hayao Miyazaki bei Toei keine verantwortungsvollen Aufgaben übernehmen. Ōtsuka wechselte daraufhin zum Studio A-Pro, 1971 folgten ihm die beiden anderen.
Der Film gehört durch seine Übersetzungen zu den ersten Animes, die international eine größere Beachtung und Bekanntheit erfuhren. Julia Nieder nennt den Film künstlerisch einen vollen Erfolg, einen Klassiker und „einen der ersten echten Anime“. Thomas Lamarre lobt den Einsatz von Techniken der Limited Animation als „wunderschöne, dichte und kostengünstige Art“, Stimmungen zu erzeugen und zu vermitteln. In der Anime Encyclopedia werden „flüssige Animationen, gut geschnittene Action-Szenen und charmante Charakterdesigns“ gelobt. In seinem Stil hatte er auch großen Einfluss auf die späteren Werke von Isao Takahata und Hayao Miyazaki, vor allem beim Studio Ghibli. Die englische Umsetzung sei für ihre Zeit sehr respektvoll mit dem Werk umgegangen. So ist bei Veränderung der Handlung nicht der Tod einer wichtigen Figur entfernt worden.
Auch Patrick Drazen nennt die hohe Qualität des Films und sieht den Grund des mangelnden Erfolgs an den Kinokassen in der kurzen Spielzeit. Diese sei von Toei bewusst gesetzt worden, um einen Erfolg der Gewerkschafter Takahata und Miyazaki zu verhindern. Grund für die Ablehnung des Films durch die Studioleitung könne auch der für die Zeit komplexe Handlungsaufbau mit einer vielschichtigen, wichtigen weiblichen Nebenfigur sein, sowie das Thema der des Kampfes eines Helden und der Dorfbewohner gegen einen Unterdrücker. Diese zeigt Bezüge zur damaligen japanischen Studentenbewegung und den Arbeitskämpfen, die sich einige Zeit zuvor auch bei Toei zugetragen haben und in denen die Unternehmensleitung der Gewerkschaft mit Takahata und Miyazaki gegenüberstand.